# Magnapinna talismani
Magnapinna talismani (лат.) — вид глубоководных кальмаров из отряда Oegopsida. Известен только по одному поврежденному экземпляру. Для него характерны маленькие белые узелки на брюшной поверхности плавников.
Голотип M. talismani представляет собой экземпляр с длиной мантии 61 мм (ML), собранный в северной части Атлантического океана, к югу от Азорских островов, на 34°46 ′ северной широты, 36°11′ западной долготы. Был пойман открытым донным тралом на глубине до 3175 м. Место поимки этого экземпляра очень близко к месту поимки еще не описанного Magnapinna sp. B.
M. talismani первоначально относили к роду Chiroteutopsis, который в настоящее время считается младшим синонимом Mastigoteuthis. Mastigoteuthis talismani впоследствии был отнесен к роду Magnapinna Майклом Веккьоне и Ричардом Э. Янгом в 2006 году.

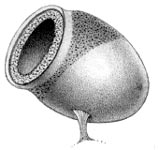
Присоска с ловчей руки
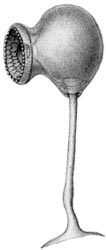
Присоска со щупальца
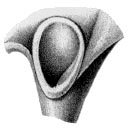
Воронко-мантийный запорный аппарат, вид спереди